# George Armstrong
George "Geordie" Armstrong (9 de agosto de 1944 – 1 de novembro de 2000) foi um jogador de futebol inglês que jogou principalmente no Arsenal. Armstrong fez sua estreia no Arsenal em 1962 aos 17 anos de idade e fez 621 jogos - que na época era um recorde - antes de deixar o Highbury em 1977. Ele passou uma temporada no Leicester City e no Stockport County.
Depois que se aposentou, ele trabalhou como treinador. Ele treinou durante um ano a Seleção do Kuwait e depois retornou ao Arsenal como técnico da equipe reserva em 1990, cargo que ocupou durante os restantes dez anos da sua vida.

## Carreira

### Arsenal
Armstrong nasceu em Hebburn, no Condado de Durham. Depois de deixar a escola, ele assinou com o Arsenal no início da temporada 1961-62.
Armstrong chegou ao Highbury como atacante, mas logo foi para a ala. Ele fez sua estréia com apenas 17 anos, contra o Blackpool em 24 de fevereiro de 1962 em uma partida que o Arsenal venceu por 1-0. Embora ele tenha começado como substituto de Johnny MacLeod e Alan Skirton na temporada 1963-64, ele se tornou titular e na temporada 1964-65, ele perdeu apenas duas partidas.
Com o tempo, Armstrong tornou-se um dos jogadores mais consistentes do Arsenal, que se destacou pela qualidade e precisão de seus cruzamentos e escanteios, Ele foi um dos vários jogadores da era Billy Wright como Jon Sammels e Peter Storey, que se tornou parte integrante do time do Arsenal de Bertie Mee.
Depois de perder duas finais consecutivas da Copa da Liga, em 1967-68 e 1968-69, Armstrong foi fundamental para os Gunners vencerem a Taça das Cidades com Feiras de 1969-70, e eleito Jogador do Ano do Arsenal em 1970. Ele jogou em todos os jogos na temporada seguinte e o Arsenal completou a dobradinha quando venceu a Liga e a Copa da Inglaterra.
Armstrong permaneceu no clube nos anos 70, mas o Arsenal não conseguiu conquistar troféus nas temporadas seguintes; ele jogou pelo menos trinta jogos em cada temporada durante aquela década.
Depois de ter passado quinze temporadas no Arsenal, Armstrong bateu o recorde de partidas no clube: 621 jogos; o seu registro já foi superado apenas por David O'Leary e Tony Adams. Ele também marcou 68 gols pelo clube.

### Outros Clubes
Depois de Mee sair do comando técnico, Terry Neill assumiu o comando e ele acabou se transferindo para o Leicester City em setembro de 1977 por £15.000. Ele jogou apenas 14 jogos em sua única temporada com o Foxes e terminou sua carreira no Stockport County antes de se aposentar em 1979.

## Carreira de treinador
Depois de se aposentar como jogador, Armstrong passou a trabalhar como treinador e trabalhou em clubes como Fulham, Aston Villa, Middlesbrough e Queens Park Rangers. Ele também treinou o Enderby Town, o norueguês, FK Mjølner, e a Seleção do Kuwait entre 1988 e 1989.
Em 1990, antes da invasão Iraquiana no Kuwait, ele regressou a Inglaterra e ao Arsenal como treinador da equipa reserva, cargo que manteve pelo resto de sua vida. Durante o seu tempo como treinador no Arsenal, Armstrong foi responsável por trazer muitos jovens jogadores como: Steve Morrow, Ray Parlor e Paul Dickov.

## Morte
Em 31 de outubro de 2000, Armstrong entrou em colapso após uma hemorragia cerebral durante uma sessão de treinamento. Ele morreu no hospital Hemel Hempstead durante as primeiras horas da manhã seguinte. Ele deixou sua esposa, Marjorie e seus dois filhos, Jill e Tom.
Um campo no campo de treinamento do Arsenal em Londres foi batizado com seu nome em sua memória.

## Títulos
Clube
- Taça das Cidades Com Feiras: 1969-70
- Primeira Divisão: 1970-71
- Copa da Inglaterra: 1970-71

Individual
- Jogador do Ano do Arsenal: 1970